# Третьи Левые Ламки
Тре́тьи Ле́вые Ла́мки — село в Сосновском районе Тамбовской области, является административным центром Октябрьского сельсовета.

## История

### XVII—XVIII век
В писцовой книге 1650—1652 годов село Третьи Левые Ламки называется «Ламское на реке на Челновой и на устье речки Ламки». А в нем церковь Великого Чудотворца Николы… В том же селе за детьми боярскими в поместье, которые поселились по речке Ламке вверх на правой стороне… (перечислены все домохозяева, за которыми закреплены усадьбы, земли, сенокосные угодья…). И всего в селе Ламском… 32 двора да 15 мест дворовых помещиков, а людей в них 154 человека, да два двора бобыльских…".
В 1767 году тщанием прихожан была построена двухэтажная деревянная Николаевская церковь.

### XIX век
В 1862 году в Левых Ламках (вместе с 1-ми и 2-ми Левыми) было 342 двора с населением 3206 человек (мужчин — 1496, женщин — 1710).
В 1880 году в селе (так же вместе с 1-ми и 2-ми Левыми) насчитывалось 609 дворов, а население составляло 4913 человек. Имелись церковно-приходская школа и ярмарка.
По данным переписи 1897 года именуется так же как Полдушевые Ламки, население которых составляло 3117 человек (мужчин — 1520, женщин — 1697).

### XX век
В 1910 году в селе было 560 домохозяйств, земли — 5866 десятин.
В епархиальных сведениях 1911 года сообщается, что в Третьих Левых Ламках насчитывалось 650 дворов, с населением 4848 человек (мужчин — 2478, женщин — 2370). Крестьяне имели земли 3 десятины на душу.
Школ в селе было две — церковно-приходская, одноклассная, смешанная и земская. Имелось церковно-приходское попечительство.
Однако данные из адрес-календаря на тот же 1911 год значительно отличаются: дворов — 486, население — 3371 человек (мужчин — 1690, женщин — 1681). Надельной земли было 5866 десятин, купленной 5 десятин, владение ею общинное.
Ежегодно, 8 июля в Ламках проходила Казанская ярмарка. Денежный оборот на ней составлял 5500 рублей.
По данным переписи 1926 года в Третьих Левых Ламках насчитывалось 669 хозяйств с населением 3314 человек (мужчин — 1616, женщин — 1698).
По спискам сельхозналога на 1928-29 гг. в селе было 730 хозяйств с населением 3514 человек.
В 1930 году был образован колхоз «Шаг вперёд». Председателем был избран бывший шахтёр И. Ф. Прокудин. Позднее колхоз стал называться имени Калинина.

## Третьелеволамская школа
В мае 1843 года по решению крестьянского схода в селе открывается впервые начальная школа. В момент её открытия было 32 ученика и один учитель. Школу содержали сами крестьяне. Государство в тот период на школьное дело денег не отпускало. В 1873 году школа размещалась в наёмном доме за плату 50 рублей в год. В это время 76 мальчиков в возрасте от 6-18 лет обучал Иван Ефимович Ламский, его помощником по обучению детей был местный священник Николай Александрович Бодров. В 1879 году общество решило выстроить дом специально для школы. К началу 1880-х годов земство почти полностью берёт школу на своё содержание.
В 1885 году вторично посетив школу, инспектор отметил, что она помещается в светлом и просторном доме, 82 мальчика и 4 девочки обучал тот же И. Е. Ламский. Здание школы было деревянное, крытое железом, на дубовых столбах. Классная комната размером 79,8 квадратных аршин. Для учителя было 2 комнаты площадью 43,31 квадратных аршин. В 1898 году в школе числилось 158 человек. В дореволюционный период обучались в подавляющем большинстве дети состоятельных родителей, сельских богатеев, местных торгашей, духовных пастырей. Мальчики и особенно девочки бедных крестьян, как правило, из-за тяжелой нужды не могли посещать школу, они пасли скот у богатых мужиков, нянчили детей у тех же богатеев за кусок хлеба.
В 1904—1905 учебном году в земской школе обучалось 139 мальчиков и 25 девочек. Учительский персонал состоял из Петрушинина Василия Варсонофьевича и Зиновьевой Анны Силуановны.
В 1913 году в ней работали — заведующий, учитель П. А. Мудров, законоучитель о. Г. Кирилловский, учителя Н. А. Фатенков, С. В. Вяткина и З. В. Вяткина.
1 сентября 1931 года Третьелеволамская начальная школа была преобразована в школу колхозной молодёжи с семилетним сроком обучения. Первый выпуск учащихся, впервые окончивших седьмой класс, состоялся в июне 1934 года. ШКМ окончили около 30 мальчиков и девочек детей колхозных тружеников. В 1946 году школа была переименована в неполную среднюю школу, а затем в семилетнюю.
1 сентября 1957 года семилетка была преобразована в полную среднюю школу с десятилетним, а затем и с одиннадцатилетним сроком обучения. Первый выпуск учащихся, окончивших 10 класс, состоялся в конце июня 1959 года, их было 10. К 1960-м годам число учащихся достигло 1100 человек.
1 сентября 1985 года состоялось торжественное открытие здания новой школы.

## Население
В 2002 году население Третьих Левых Ламок составляло 1262 человека.
В 2010 году в селе проживало 996 человек.